# All Together Now
All Together Now (Lennon/McCartney) är en låt av The Beatles från 1967.
Paul McCartney producerade och spelade in denna låt mer eller mindre själv (med pålägg från de andra senare) vid ett tillfälle den 12 maj 1967. Den kom med på soundtracket till Yellow Submarine, som utgavs i USA den 13 och i England den 17 januari 1969. 